# Östuna kyrka

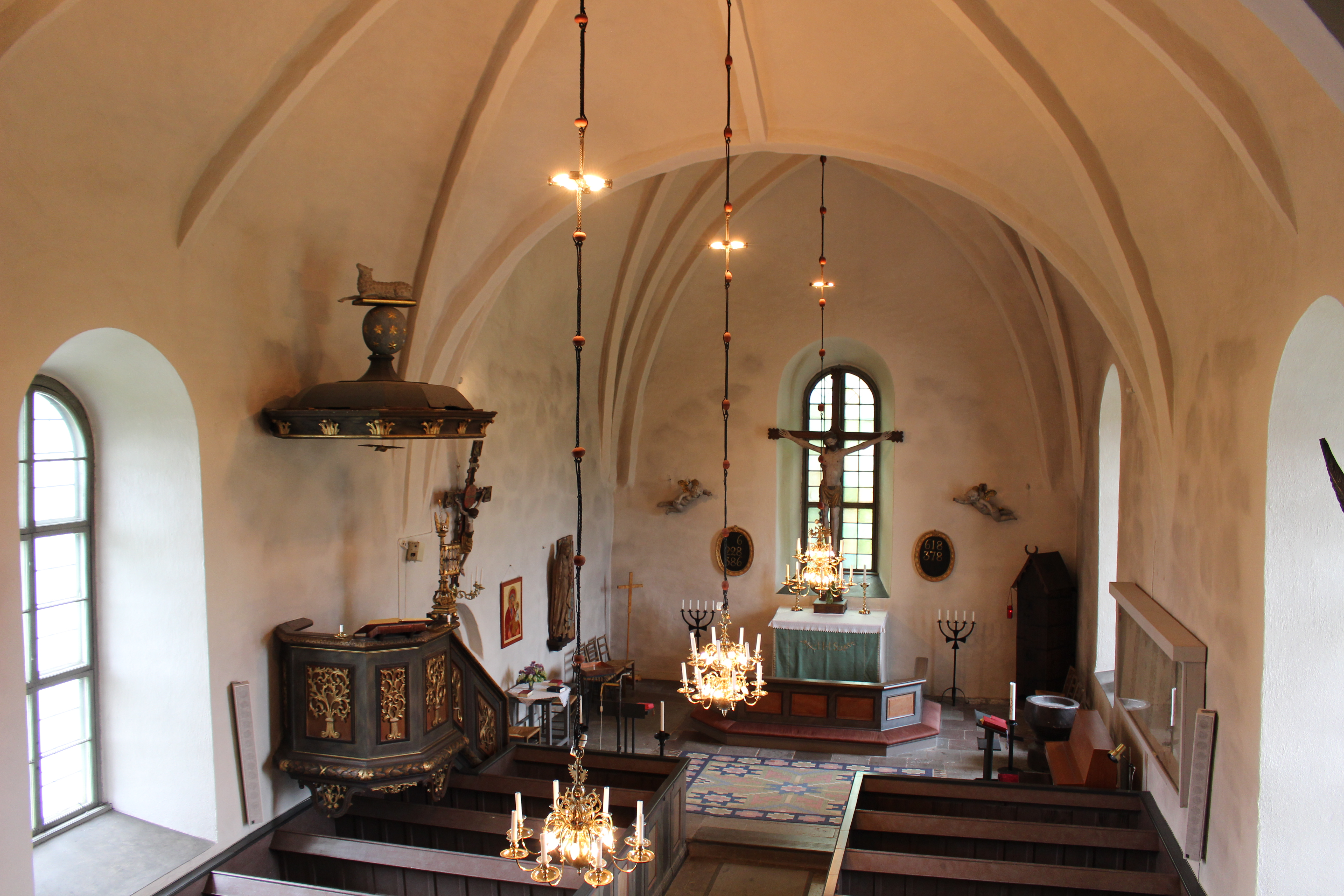
Kyrkorum

Östuna kyrka är en kyrkobyggnad i Östuna i Uppsala stift. Den är församlingskyrka i Östuna församling i Knivsta pastorat. Vid södra kyrkogårdsmuren finns en medeltida stiglucka. På kyrkogården, öster om kyrkan, finns ett litet gravkor som byggdes 1777. På en grusbacke nordost om kyrkan står en klockstapel byggd 1744. I stapeln hänger tre klockor. Storklockan är från medeltiden.

## Kyrkobyggnaden
Nuvarande salkyrka uppfördes troligen under slutet av 1400-talet och ersatte en äldre medeltida kyrkobyggnad. Kyrkan har en rektangulär plan med en sakristia på norra sidan och ett vapenhus på södra sidan. Takvalven är samtida med kyrkan. Innerväggar och valv är vitkalkade och några medeltida målningar verkar aldrig ha funnits. Under 1700-talet nyinreddes kyrkorummet. 1858 togs fönster upp på norra väggen och fasaderna rappades. En omfattande restaurering genomfördes 1938 under ledning av arkitekt Ärland Noreen då nuvarande slutna bänkinredning tillkom. Läktaren i väster fick då sin nuvarande utformning. Elektrisk uppvärmning installerades 1962 och ersattes år 2000 av en ny elvärmeanläggning.

## Inventarier
- Dopfunt och krucifix härstammar från 1200-talet och kommer troligen från den tidigare kyrkan.[1]
- På korets norra vägg finns en Mariaskulptur från 1400-talet.
- På norra korväggen, ovanför ingången till sakristian, hänger ett krucifix från slutet av 1200-talet.
- Framför korfönstret står ett triumfkrucifix från mitten av 1400-talet. Krucifixet konserverades 1920 och försågs då med ett nytt kors.
- I korets sydöstra hörn står ett medeltida sakramentskåp.
- Predikstolen köptes in 1718 och levererades av bildhuggare Carl Spaak i Stockholm.
- 1769 fick kyrkan sin första orgel. Av denna återstår bara fasaden eftersom orgelverket har genomgått flera ombyggnader.
- En mässhake av granatäppelmönstrad sammet, med broderat kors är från omkring år 1500. En mässhake av vitt siden är skänkt till kyrkan 1744.
- På kyrkorummets södra vägg hänger ett vitt antependium från 1731 inom glas och ram.

### Orgel
- 1769 byggde Niclas Söderström och Mattias Swahlberg den yngre, Nora en orgel med 7 stämmor.
- 1924 byggde Furtwängler & Hammer, Hannover en orgel med 9 stämmor med två transmissioner, två manualer och pedal. Orgeln omdisponerades 1970 av Åkerman & Lunds Nya Orgelfabriks AB, Knivsta.
- Den nuvarande orgeln byggdes 1991 av Nye Orgelbyggeri AB, Nye. Orgeln är mekanisk med slejflådor och tonomfånget är 54/27. Fasaden är från 1769 års orgel.

| Manual            | Pedal      | Koppel  |
| Gedackt 8'        | Subbas 16' | Man/Ped |
| Principal 4'      | Gedackt 8' |         |
| Spetsfleut 4'     |            |         |
| Qvinta 3'         |            |         |
| Octava 2'         |            |         |
| Scharf III 1'     |            |         |
| Trumpet 8' B/D    |            |         |
| Vox virginea 8' D |            |         |
| Tremulant         |            |         |

## Bildgalleri

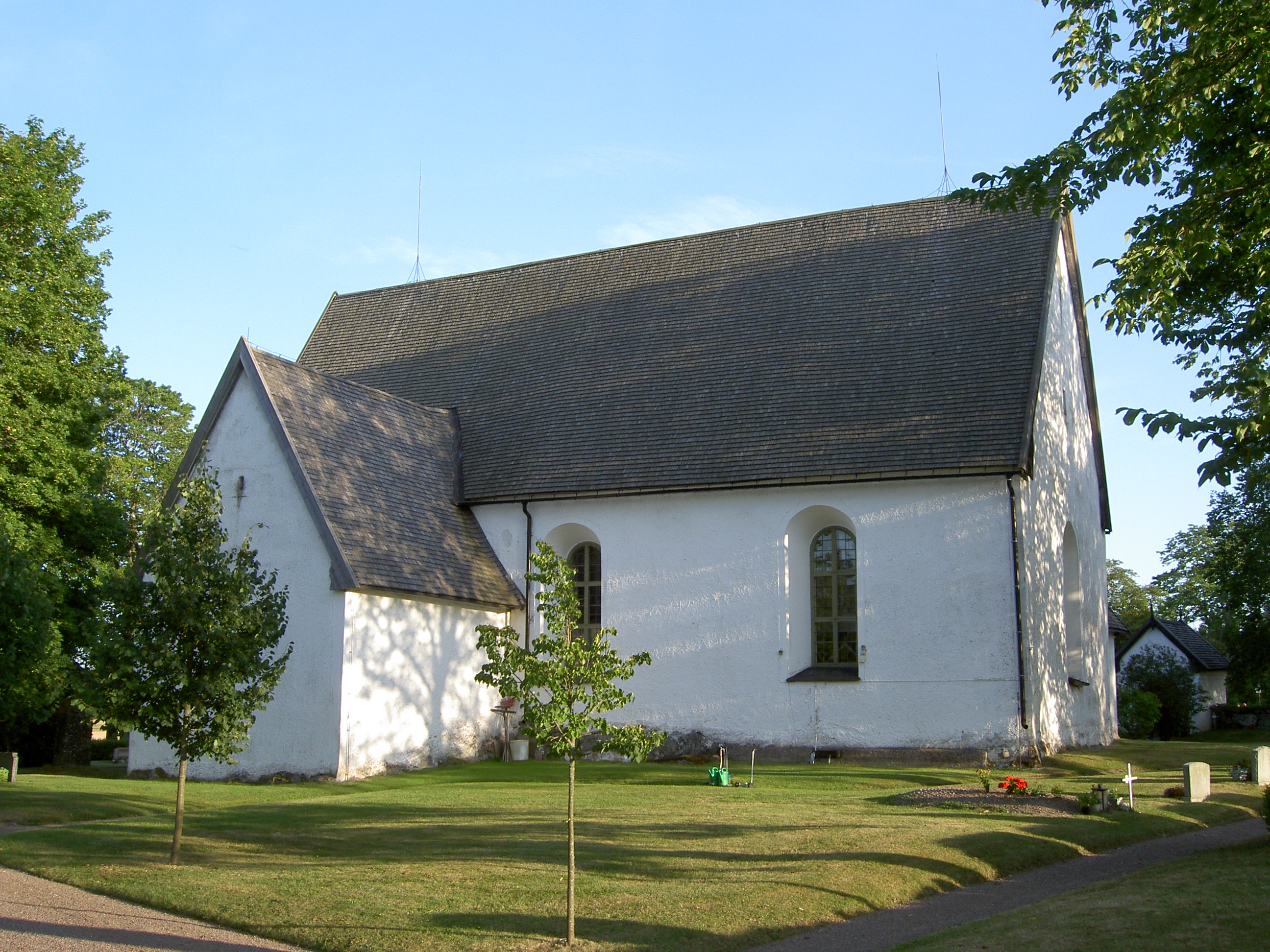
Kyrkan från nordvästra sidan
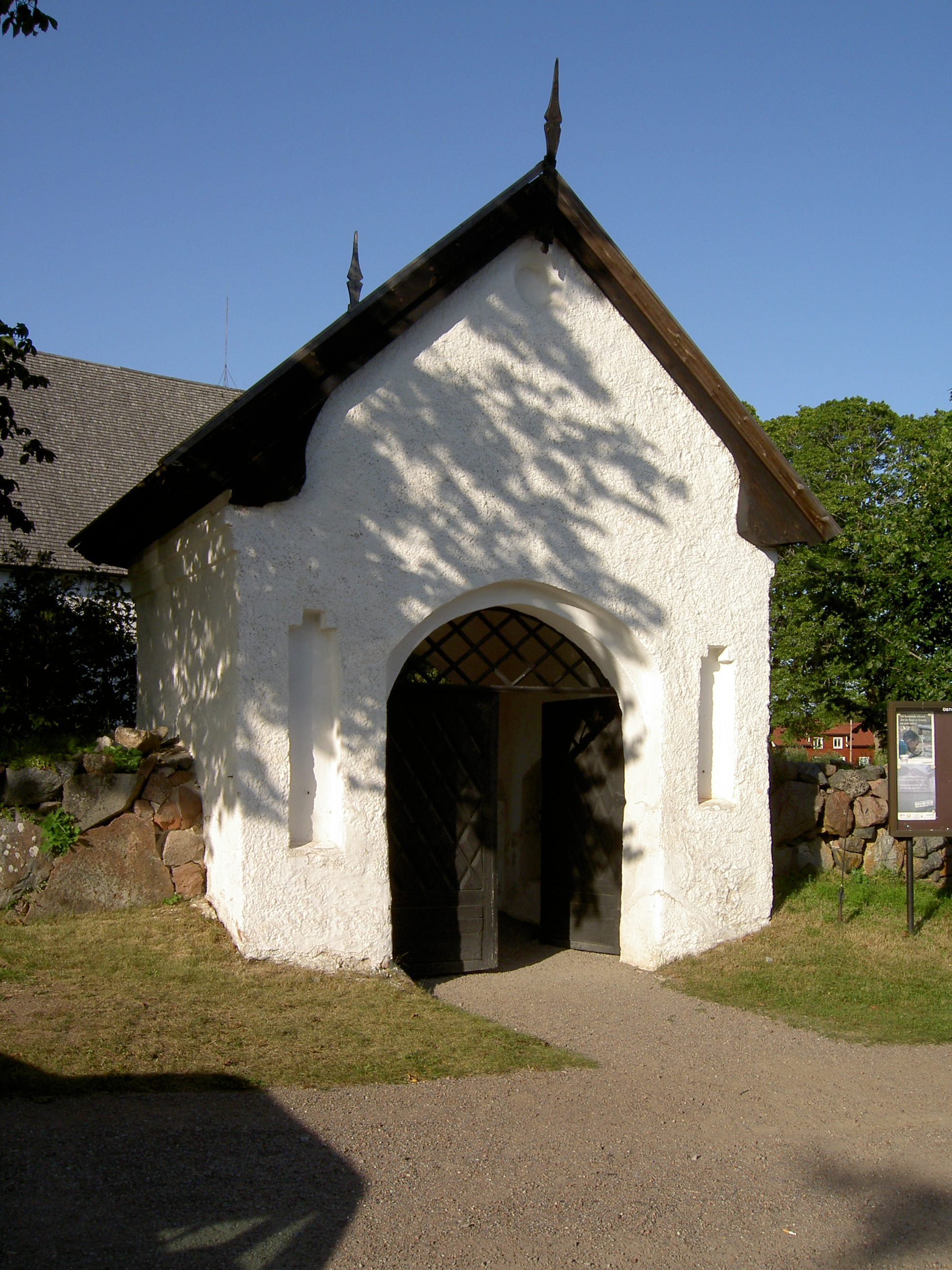
Stiglucka
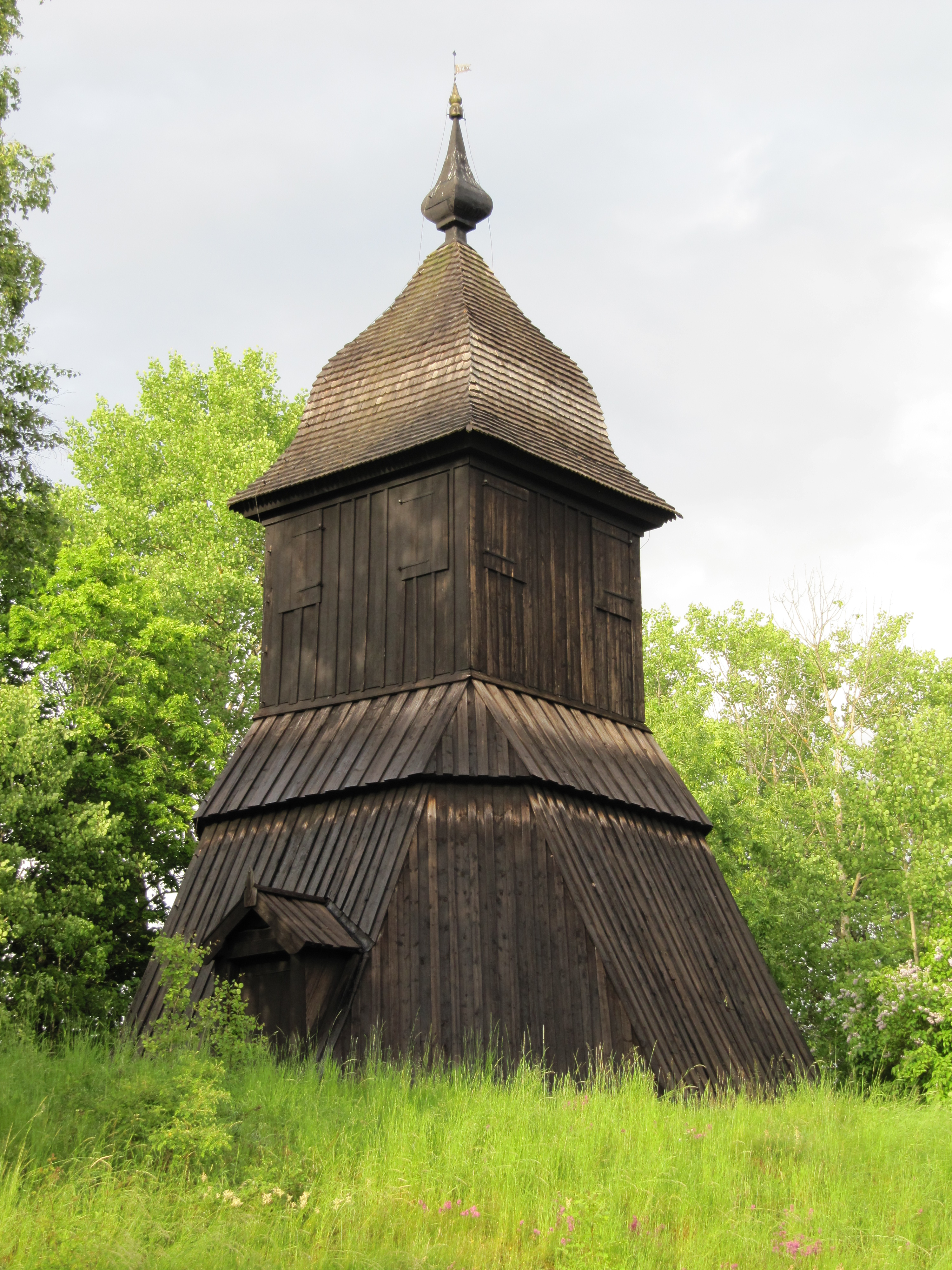
Klockstapel
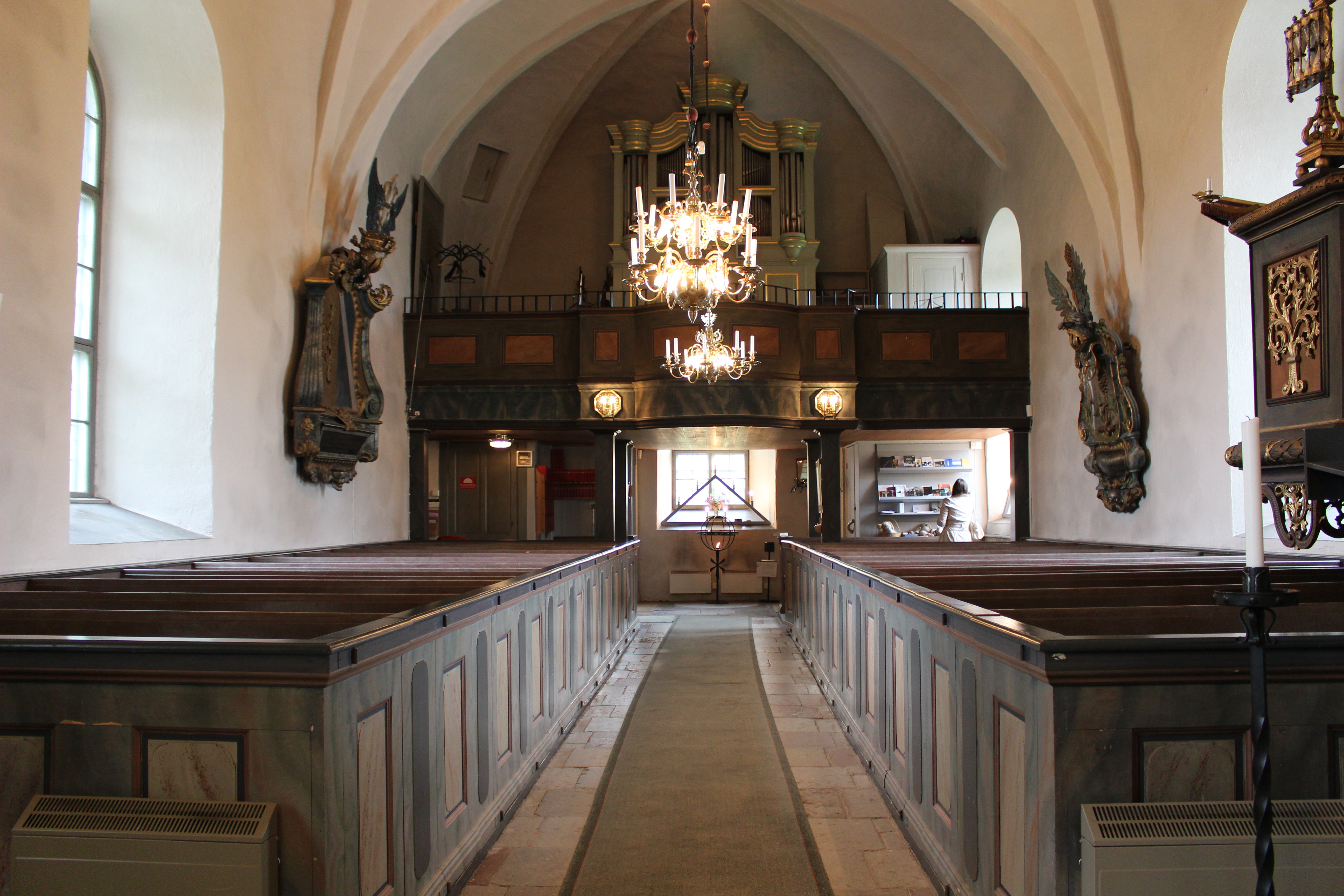
Kyrkorum mot väster
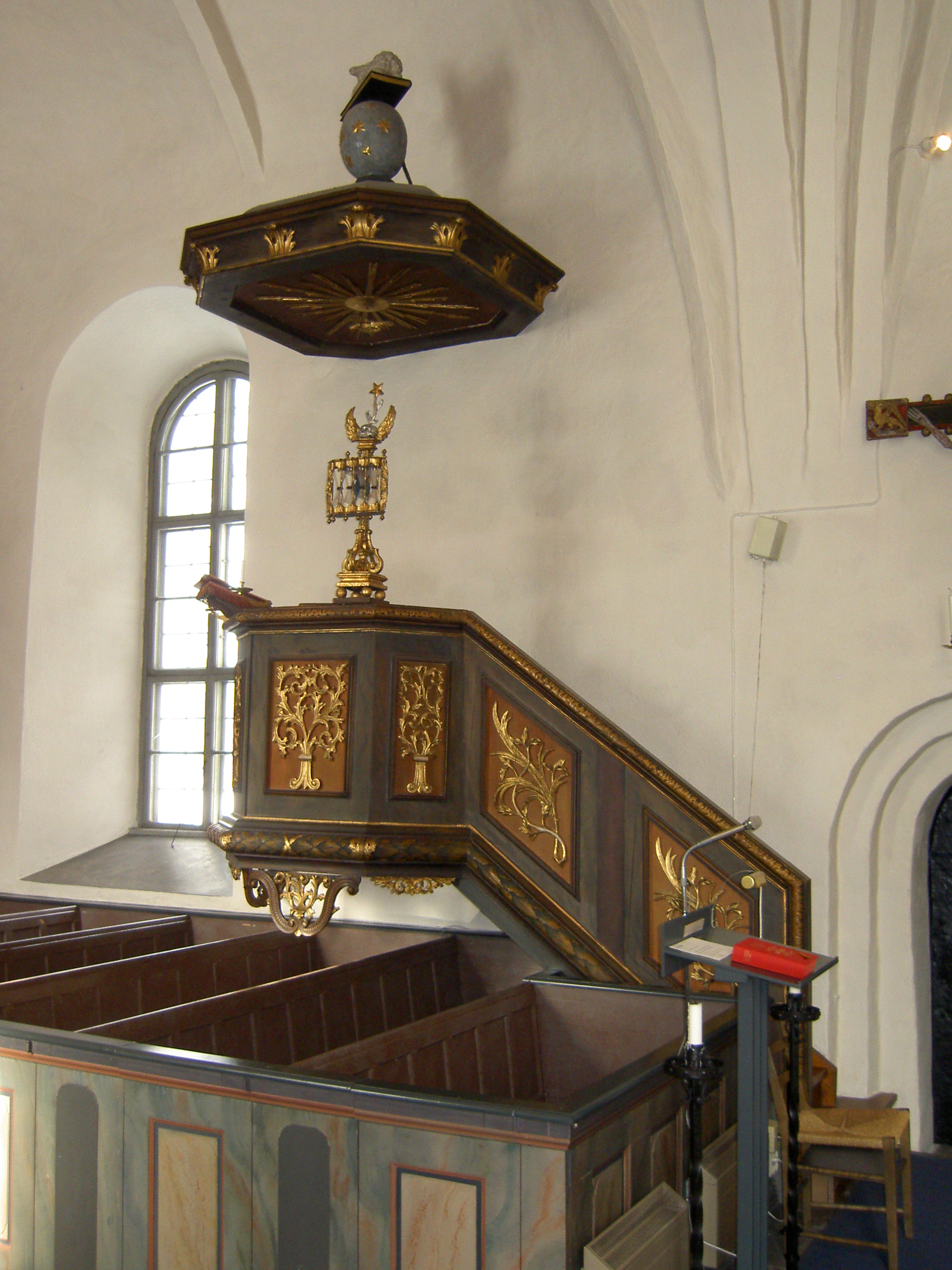
Predikstol
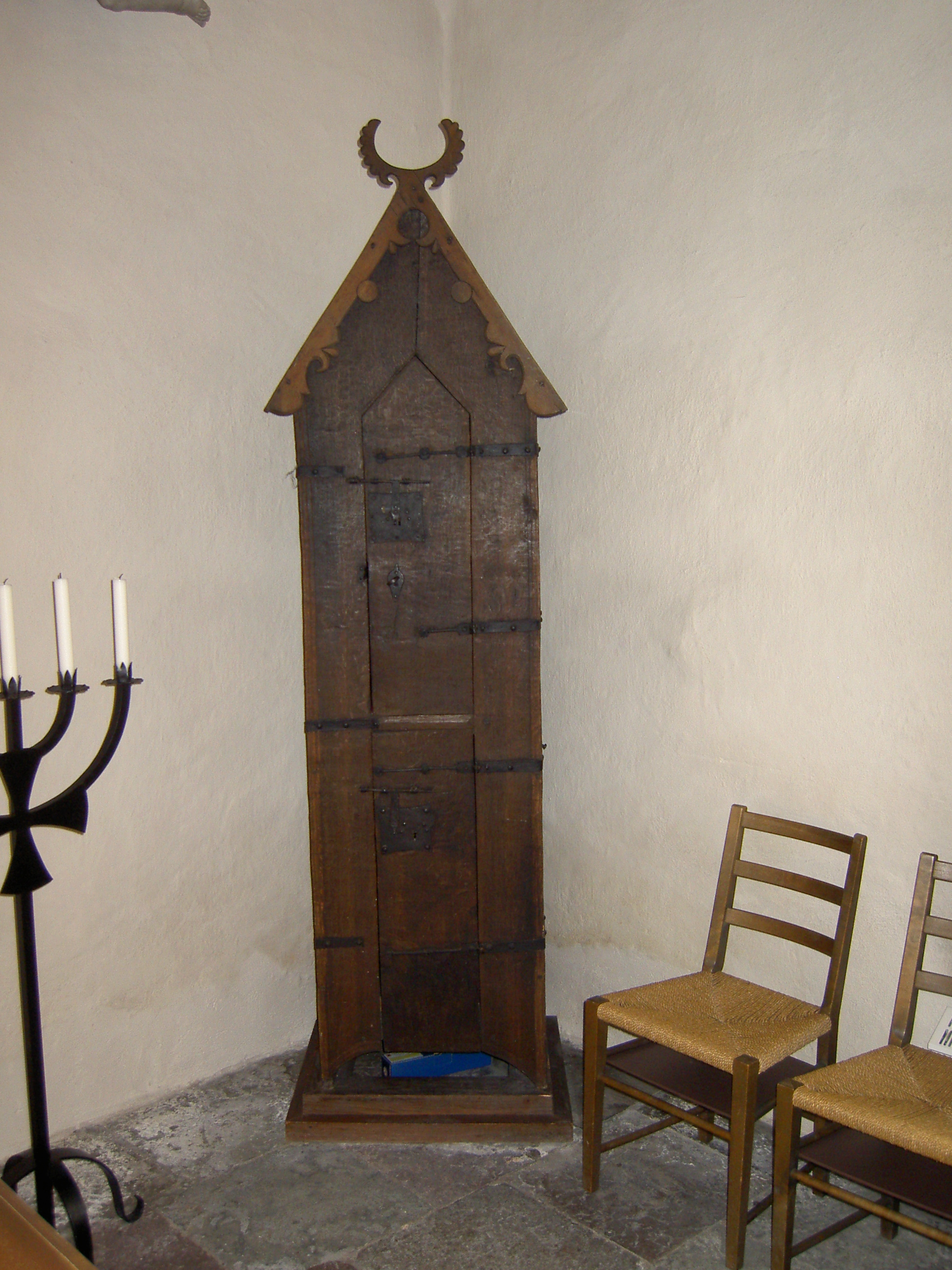
Sakramentskåp
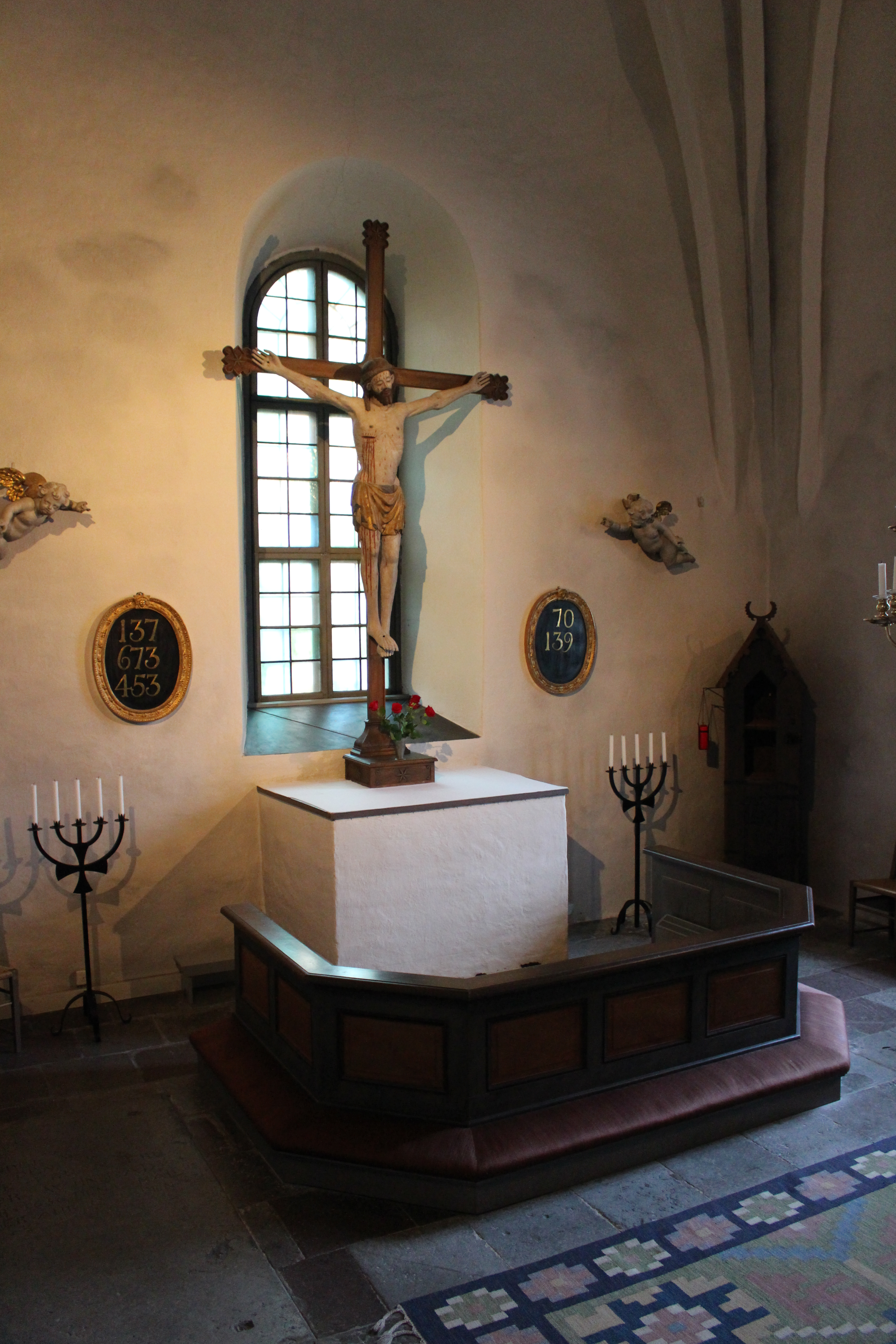
Avklätt altare